# The Köln Concert
The Köln Concert ist die Albumaufnahme des Improvisations-Solokonzertes des Pianisten Keith Jarrett, das in der Kölner Oper am 24. Januar 1975 stattfand. Es ist die meistverkaufte und bekannteste Veröffentlichung von Jarrett, außerdem die meistverkaufte Jazz-Soloplatte und meistverkaufte Klavier-Soloplatte.

## Veröffentlichung
Die Aufnahme des Konzertes wurde 1975 von dem Label ECM Records als Doppelalbum auf Langspielplatte (ECM 1064/1065 ST) und auf Kompaktkassette veröffentlicht, ist seit 1983 als Einzel-CD erhältlich und umfasst vier Teile von insgesamt 67 Minuten Länge. Die CD-Erstauflage umfasst nur die ersten drei Teile, alle Ausgaben ab 1984 sind vollständig. Produzent der Aufnahme war Manfred Eicher, Toningenieur war Martin Wieland. 2017 erschien in Japan das Album auch auf SACD.

## Umstände der Aufnahme
Wie auch andere Solokonzerte von Keith Jarrett, etwa Solo Concerts Bremen/Lausanne, war The Köln Concert ein frei improvisiertes Konzert. In den Abendstunden unmittelbar vor dem Auftritt Jarretts, bei dem es sich um ein Mitternachtskonzert handelte, hatte auf der Bühne in der Kölner Oper eine Aufführung der Oper Lulu von Komponist Alban Berg nach Dramatiker Frank Wedekind stattgefunden. Bei den Solokonzerten ist es der Anspruch von Jarrett, ohne jede musikalische Vorüberlegung und ohne Plan „aus dem Nichts heraus“ Musik zu schaffen. Er führt dazu aus: „Es ist immer wieder, als würde ich nackt auf die Bühne treten. Das Wichtigste bei einem Solokonzert ist die erste Note, die ich spiele, oder die ersten vier Noten. Wenn sie genug Spannung haben, folgt der Rest des Konzerts daraus fast selbstverständlich. Solokonzerte sind so ziemlich die enthüllendste psychologische Selbstanalyse, die ich mir vorstellen kann.“
Die Einspielung des Köln Concert fand unter extrem widrigen Umständen statt. Der Musiker hatte die Nacht zuvor fast nicht geschlafen, da er seit dem frühen Morgen mit seinem Produzenten Manfred Eicher im klapprigen R4 von einem Konzert in der Schweiz angereist war. Am Abend darauf war wieder ein Konzert in der Schweiz gebucht. Jarretts Essen vor dem Konzert kam erst eine Viertelstunde vor der Rückkehr ins Opernhaus. Der eigentlich ausgesuchte Bösendorfer-290-Imperial-Konzertflügel war verwechselt worden. In vielen älteren Quellen hieß es, Jarrett habe dann auf einem Bösendorfer-Stutzflügel gespielt, der im Opernbetrieb nur für die Probenarbeit verwendet wurde, verstimmt war und bei dem die Pedale und einige Tasten klemmten. Neueren Recherchen zufolge ist diese Version allerdings zweifelhaft: Nach Aussagen der Firma Bösendorfer handelt es sich bei dem von Jarrett gespielten Instrument vielmehr um einen sogenannten Bösendorfer-225-Halbkonzertflügel aus dem Jahr 1969, der sich in einem guten Zustand befand.
Schließlich erklärte sich Jarrett auf Bitten der örtlichen Veranstalterin Vera Brandes doch bereit, aufzutreten. Brandes konnte zwar noch rechtzeitig einen hochwertigen Flügel einer benachbarten Musikschule beschaffen, dieser hätte jedoch durch den notwendigen Transport bei niedrigen Temperaturen im Regen über den Neumarkt arg gelitten, so dass letztlich doch der kürzere Flügel mit der Tiefe 225 zum Einsatz kam. Das Team hatte die Live-Aufnahme bereits streichen wollen, als sich die Tontechniker darauf einigten, das mit rund 1400 Zuhörern ausverkaufte Kölner Konzert schließlich doch für interne Zwecke mitzuschneiden: Keith Jarrett passte angeblich das musikalische Geschehen dem Instrument an und beschränkte sich weitgehend auf die mittleren und tiefen Tonlagen, wobei er wiederholende Muster bevorzugte. Festgehalten wurde das Konzert durch den Toningenieur Martin Wieland (Tonstudio Bauer). Für die Aufnahme nutzte er zwei Neumann-U-67-Kondensatormikrofone und eine portable Telefunken-M-5-Bandmaschine.

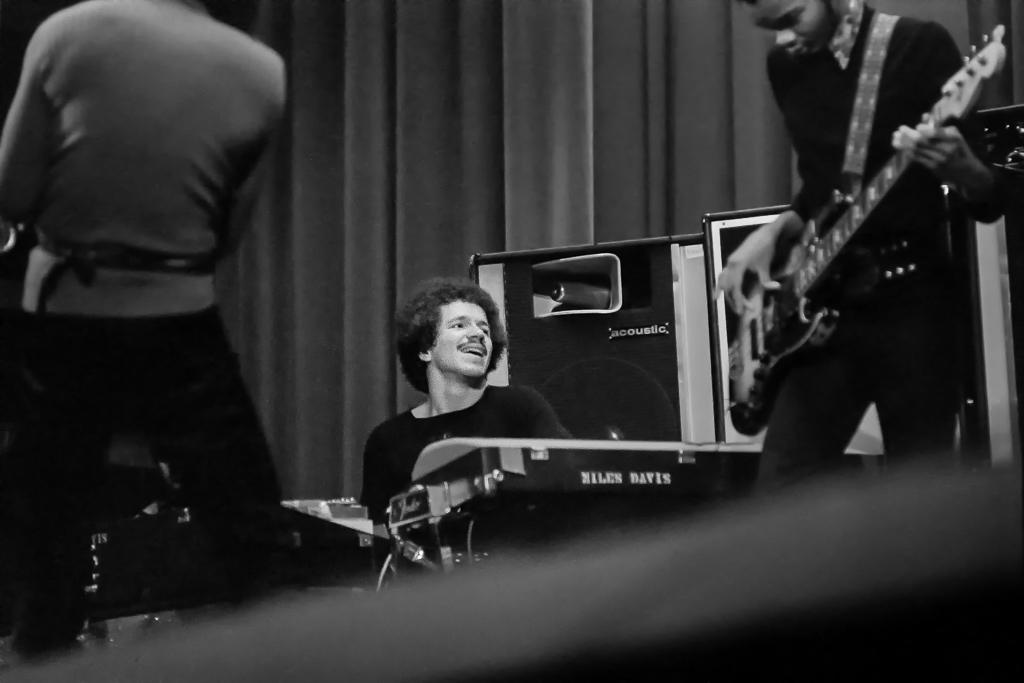
Keith Jarrett (1971)

## Aufbau des Konzerts
Der Charakter des Konzerts war für Jarrett ungewöhnlich einfach, eingängig und geschlossen. Den ersten Teil begann Jarrett mit der Melodie des Pausengongs der Kölner Oper; im Publikum ist Lachen zu hören. Er entwickelte daraus ostinatohafte Motivfiguren, die er mit der linken Hand spielte, während er mit der rechten Hand kommentierte, variierte und auch Gegenfiguren entwickelte. Dem wurden in Part I ruhige, kaum merklich zwischen zwei Akkorden wechselnde harmonische Flächen gegenübergestellt, auf denen Jarrett repetitive Melodien entwickelte. „Was Jarrett hier an Motiven, an ruhigen wie triebhaften Momenten, an Spannung, ekstatischer Wohlklangserlösung und Entspannung aneinander reiht, ist schier überwältigend. Er scheint es gar nicht nötig zu haben, eine Idee länger zu verfolgen,“ analysiert sein Biograph Uwe Andresen.
Part IIa wird dagegen von einer ganz anderen Stimmung dominiert, die an die Lebensfreude und die Spiritualität eines Gospelgesanges erinnert. Zu Beginn dieses Teils spielte Jarrett ein rhythmisch akzentuiert gehämmertes I-IV-Ostinato in der linken Hand, über dem er mit der rechten Hand sehr tänzerisch spielte. Das mündete in eine „retardierende Fortsetzung, die die Stimmung und rhythmische Gliederung des Anfangs wieder aufnahm und in ein pathetisches, oszillierendes Finale überging, das leise, verhalten, meditativ endete“.
Part IIb hat deutliche Züge einer Elegie, gipfelt aber „in einem dreistimmigen Chor mit fast kathedraler Klanggewalt“.
Part IIc kann als ein „unabhängiges, schwebendes ‚Albumblatt‘“ begriffen werden; auch dieses Stück endet im Pianissimo.
Peter Elsdon hat in seiner Analyse des Konzertes darauf hingewiesen, dass die Zugabe, Part IIc, keineswegs im Moment geschaffen, sondern auf einem in Boston kursierenden Jarrett-Song namens „Memories of Tomorrow“ beruht, der auch im ersten Band des Real Book veröffentlicht wurde. Die Melodie wurde auch in Jarretts Solokonzert 1970 in Paris verwendet und bereits seit 1966 gelegentlich von Jarrett interpretiert.

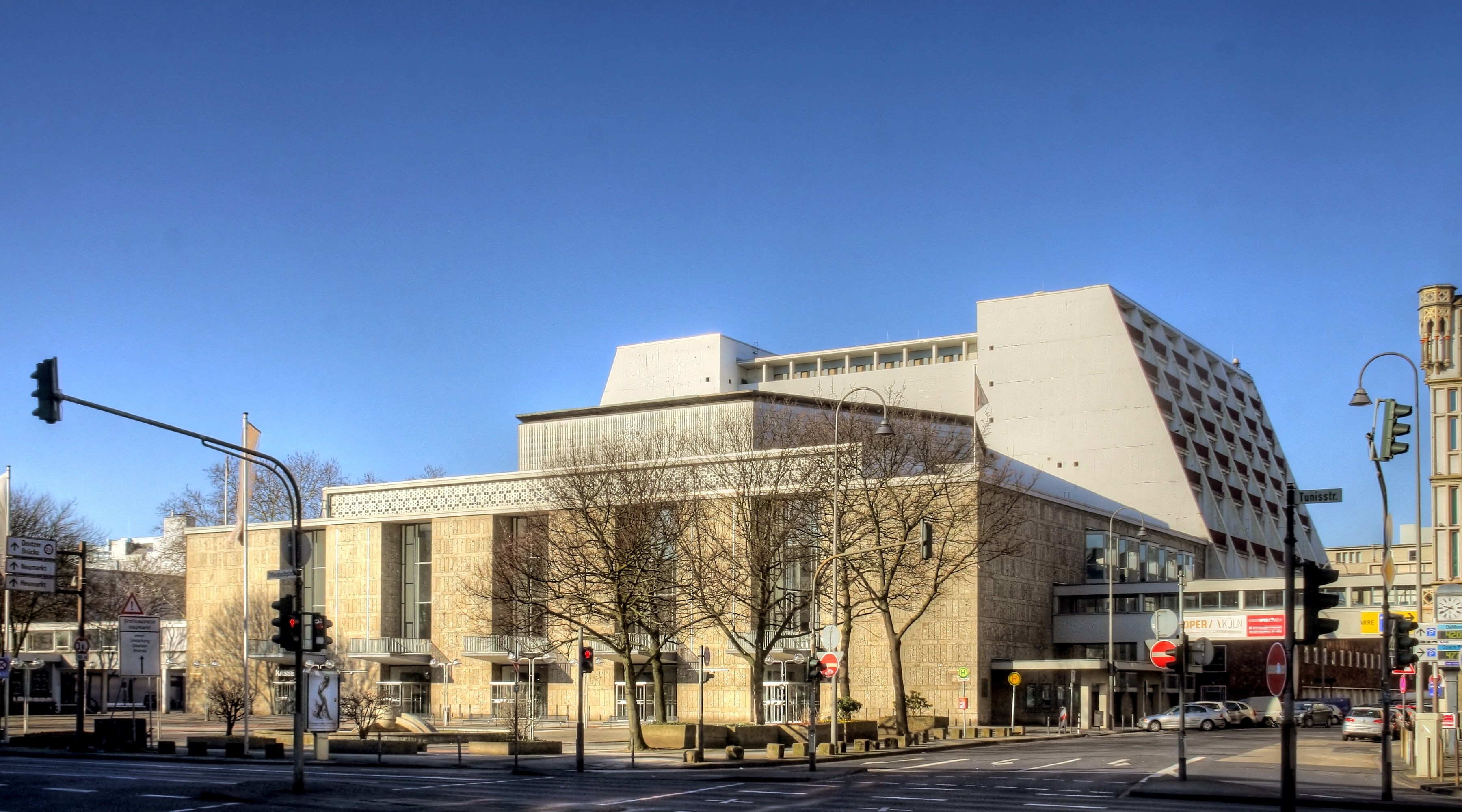
Die Kölner Oper

## Titelliste
Seite A
1. Part I – 26:15
Seite B
2. Part II a – 15:00
Seite C
3. Part II b – 19:19
Seite D
4. Part II c – 6:59
CD-Version
1. Part I – 26:02
2. Part II a – 14:54
3. Part II b – 18:13
4. Part II c – 6:59
Auf der CD-Erstveröffentlichung fehlte Part II c. Ausgaben ab 1986 enthalten Track 4.

## Wirkung
Bei Kritikern und beim Publikum war The Köln Concert ein großer Erfolg. Die Verkaufszahlen lagen im Jahr 2008 bei etwa 3,5 Millionen verkaufter CDs und Schallplatten. Die Platte mit ihrem markanten weißen Cover war in vielen Haushalten zu sehen und „zierte die Plattenschränke jener Zeit wie die Poster von Che Guevara Studentenbuden ein Jahrzehnt zuvor.“ Die Platte erhielt den Preis der Deutschen Phono-Akademie und wurde vom Time Magazine zu einer der „Records of the Year“ gewählt.
Allerdings kritisiert Joachim-Ernst Berendt angesichts der Vorliebe Jarretts für „gewisse, oft gar zu einfache harmonische Progressionen und Überleitungen“, dass diese nicht „über das Maß des hier Gegebenen“ hinausgehen solle. Er führt den polnischen Pianisten Andrzej Trzaskowski an, der auf eine „Begrenztheit“, sowohl in kompositorischer als auch in rhythmischer Hinsicht, verweise.
Für Jarrett-Biograph Wolfgang Sandner hat „das Köln Concert mehr zu bieten als ein paar ‚schöne Stellen‘. Es ist ein improvisatorisches Gesamtwerk, über dessen Formvollendung und Stringenz man nur staunen kann. Mit thematischer Arbeit, Leitmotiven, Durchführungen, Reprisen, Variationen und Rondoformen wird hier so selbstverständlich und in den Proportionen so angemessen umgegangen, als habe Jarrett einen architektonischen Entwurf für diese vier Teile des Konzerts besessen.“
Das Album ist nach wie vor die bekannteste Aufnahme des amerikanischen Künstlers. 1992 sagte Jarrett in einem Interview mit dem Spiegel über die Wirkung des Konzerts, es sollten alle Exemplare der Platte eingestampft werden, damit die Hörer nicht „süchtig an Vergangenem hängen“ bleiben. Wiglaf Droste verspottete in seinem Text Späte Rache oder The Köln Concert das Album als Auswuchs der 1970er-Jahre-Innerlichkeit. Im abschließenden Gedicht heißt es: „Junge Menschen wurden greise/ Wenn Keith Jarrett klimperte/ Auf dem Flokati litt ganz leise/ Wer vorher fröhlich pimperte.“
Die Musikzeitschrift Jazzwise wählte das Album auf Platz 10 in der Liste The 100 Jazz Albums That Shook the World. Keith Shadwick schrieb:

“An adept at solo recitals […], he began a series of in-concert recitals for Manfred Eicher’s label that attracted acclaim and increasing public interest, but no-one was prepared for what happened to The Köln Concert when it appeared. A long series of intensely rhythmical improvisations that became hypnotic and endlessly repeatable on turntables throughout the world, the album became a runaway bestseller by word of mouth, rapidly escaping the confines of the jazz listeners’ community and spreading into the living rooms of people who never ever listened to, let alone owned, another jazz album. This remains the case with Jarrett and with the record, which is not only a jazz turning-point in its own right but one of the biggest-selling discs in the genre.”

„Als Experte für Solo-Vorträge […] begann er eine Reihe von Konzertvorträgen für Manfred Eichers Label, die Anerkennung und wachsendes öffentliches Interesse auf sich zog, aber niemand war auf das vorbereitet, was mit dem Köln Concert geschah, als es erschien. Als lange Reihe von intensiven rhythmischen Improvisationen, die sich hypnotisch und endlos auf Plattentellern in der ganzen Welt wiederholten, wurde das Album durch Mundpropaganda ein überragender Bestseller, der schnell den Grenzen der Jazzhörergemeinschaft entkam und sich in Wohnzimmern von Menschen verbreitete, die nie jemals zuvor ein Jazzalbum gehört, geschweige denn eines besessen hätten. Bis heute ist das so mit Jarrett und dieser Aufnahme, die nicht nur einen eigenständigen Wendepunkt des Jazz darstellt, sondern auch eines der meistverkauften Alben des Genres ist.“

Das Magazin Rolling Stone wählte das Album 2013 in seiner Auswahl der 100 besten Jazz-Alben auf Platz 85. 2015 belegte The Köln Concert dort zudem Platz 31 der 50 besten Live-Alben.
Die Ereignisse um das Konzert wurden 2025 in dem Film Köln 75 erzählt.

## Notentranskriptionen
- 1991 besorgten zwei japanische Musikwissenschaftler eine Notenausgabe des Köln Concert, die bei Schott Music als von Keith Jarrett autorisierte Original Transcription erschien.

Jarrett schreibt hier in einem Vorwort, dass er erst auf Drängen von Musikwissenschaftlern und Pianisten die Erlaubnis für die Veröffentlichung einer Transkription gab, weil „… diese Improvisation nun aber schon in einer konkreten Form existiert und die Transkription nur eine Beschreibung der Musik darstellt“. Zuvor war er der Meinung, das Produkt eines einzigen Improvisationskonzertes könne man nicht zum Nachspielen empfehlen.
- 1994 veröffentlichte der Gitarrist Manuel Barrueco eine Transkription des Part IIc für Gitarre.[31]
- 2005 veröffentlichte der polnische Pianist Tomasz Trzciński seine Interpretation des Köln Concert auf dem Album Blue Mountains.

## Filmmusik
Teile des Köln Concerts wurden als Filmmusik in Roberta Findleys Kinky Tricks (1977), Nicolas Roegs Black out – Anatomie einer Leidenschaft (1980) und in Nanni Morettis Liebes Tagebuch (1993) verwendet.
Salar Ghazis Dokumentarfilm In Bewegung bleiben (2021) zeigt Birgit Scherzers 1988 in Ost-Berlin uraufgeführte Choreografie "Keith", welche Part I verwendet.